# 迷幻出神
迷幻出神（英語：Psychedelic trance，其英文简称为Psy trance或Psy），是出神音乐的一个子流派，其特点是节奏的编排并加以较快速度的即兴重复段，从而创作出层层叠加的旋律。该音乐流派在情绪、节奏和风格方面都呈现出多样性。例如，它包括full on（直译：全力以赴）、黑暗迷幻（Darkpsy）、森林（forest）、极简或微型（minimal，Zenonesque）、高科技迷幻（Hitech psy）、渐进、芬兰之声、迷幻驰放（psy-chill）、迷幻核（Psycore，融合了迷幻出神和硬核）、迷幻氛围（Psybient，融合了迷幻出神和氛围音乐）、迷幻碎（Psybreaks），以及“改编”自其他音乐流派的曲目。果阿出神先于迷幻出现；随着数字媒体的普及，迷幻也随之发展。果阿出神与其他音乐流派一起不断发展。

## 起源

### 词源
“Psychedelic”这个词语来源于古希腊词语“psychē” (ψυχή, "灵魂")与“dēloun” (δηλοῦν，“使可见，揭示”)，意为“揭示灵魂”。该术语最初是由英国精神病学家汉弗莱·奥斯蒙德（Humphrey Osmond）在1956年创造的用于描绘迷幻药物疗法中感受的词语。在寻求由麦角酸二乙酰胺（LSD）引发的迷幻体验感的命名时，奥斯蒙德还寻求了阿道司·赫胥黎(Aldous Huxley)的意见，在两人交流中赫胥黎还创造了Phanerothyme一词，但最终奥斯蒙德坚持了Psychedelic的使用，认为这个词汇“清脆、悦耳、没有受到其他感觉的影响”。而后由于麦角酸二乙酰胺使用的扩大化，以及嬉皮士文化的影响，Psychedelic词语的使用变得更加大众化且沿用至今。

### 果阿出神的由来（20世纪70年代至80年代）
在20世纪60年代中期，在全球的嬉皮士文化博兴的时候，第一批嬉皮士，因为果阿的海滩风景、较低的生活成本、友好的当地住民、印度的宗教与精神文化以及现成且在当时合法的印度大麻(直到70年代中期为止)，来到了果阿旅行或居住。而后在70年代中期，第一批果阿的DJ们开始播放一些迷幻摇滚乐队像是Garteful Dead、Pink Floyd以及The doors等的曲目。在1979年，果阿开始偶尔能听到以曲目的形式听到像Kraftwerk的电子舞曲，直到1983年，本地的DJ像Goa Gil开始将果阿的音乐风尚转向Electro-industrial/EBM，DJ Laurent和Fred Disko也紧随Goa Gil其后开始转变。果阿的DJ开始重新混音当地流行的曲目，移除歌词、循环旋律与节拍，形成了具有特色的果阿电子音乐，并结合了迷幻文化。更进一步地具象为了果阿的迷幻派对。

### 以色列盛行的果阿派对（20世纪90年代初期）
到1990-91年，果阿已经不再神秘，并因为其迷幻风格派对的吸引力，成为了一个热门的派对目的地。随着场面变得越来越大，从1993年开始果阿风格的派对不再局限于当地，开始像蒲公英一般散布到世界各地。像英国的Pangea和Megatripolis这样的派对使得很多国家(英国、澳大利亚、日本、德国)也产生了众多果阿派对品牌，并且促进了果阿派对、果阿音乐、果阿风艺术家、制作人以及DJ的整体社会影响力。
同时，自1988年起，以色列开放了至印度旅行的护照许可，在当时德语地区仍然处于冷战前线，西欧则是正常的旅行目的地，希望有更好自然体验的背包客们来到了印度。许多电子音乐爱好者来到果阿后便迅速爱上了当地的特色电子音乐也就是Goa Trance，并将其带回了以色列。长期处于战乱与暴力冲突的以色列，正需要一种能够释放战争压力的新式音乐，于是旋律化且易于跳舞的House及从果阿带来的Goa Trance成为了当地派对音乐的首选。1990年起开始陆续有户外派对出现，当时被称之为“满月聚会”(Full Moon gatherings)，并由于一则禁毒新闻“毒品出现在Nizanim派对！ (一个位于以色列南方的派对)”，使得年轻人更加知晓了这种派对形式，并迅速扩散到了整个以色列，尤其是特拉维夫地区，户外派对的最大规模达到了3万人次，但一直受到以色列政府的排斥，并最终重新归为地下小众派对。

### 音乐形式的确立（20世纪90年代中晚期）
一位名叫Gingi Fichman的唱片商，自1992年以他自己厂牌“Melodia Music”的名义发行了Trance Mix的系列专辑，这是以色列第1张确立为Trance的音乐专辑。并激发了当地音乐爱好者的创作热情，由于电子音乐制作成本低廉，作品迅速涌现。而后出现了诸如魂灵投射、California Sunshine、 Witchcraft、Infected Mushroom等作品在当地流行的音乐制作人。后来著名的制作人Paul Oakenfold在1994年来到以色列以后也被这种音乐所吸引，回到英国后在电台发行了“The Goa Mix”的混音带。使得更多西欧电子音乐制作人了解并开始尝试制作这种风格，其中部分人的制作延续至今。
在整个20世纪90年代，具有迷幻感的Trance音乐，大部都被称之为Goa Trance。直到90年代末和新世纪的最初几年，子类型开始浮现，像旋律化的“Full on”、结构化和主流化的“Progressive”以及更快、更黑暗的“Dark Psy”的出现，制作人开始整体对Goa Trance有确切的音乐形式定义，并逐渐将称呼转到Psychedelic Trance。

## 发展

### 新世纪的发展（21世纪00年代）
新世纪来临后，PsyTrance派对继续发展，在90年代末期流行期间创立了诸多PsyTrance的音乐节，诸如葡萄牙的Boom Festival、匈牙利的Ozora festival、德国的VooV Festival等。但由于不可避免的毒品与扰民问题，像以色列、德国、印度政府都逮捕过在Psytrance Party上吸毒的听众，果阿政府禁止本地22点以后的派对，且同期流行的主流Trance音乐与PsyTrance营造的氛围类同且更加与主流文化贴近，因故仅以Psy Trance为主题的派对与音乐节规模都维持在一个相对固定的规模，或是达到高峰以后慢慢滑落。不过由于部分制作人的主流化，更多的听众直接参与了拥有PsyTrance DJ的综合电子音乐节中。
与此同时，音乐开始更加的多元化发展，听众维持在了一个固定并小幅增长的规模。同期浮现了一批在国际上受到关注的以色列PsyTrance制作人，如Infected Mushroom、Astrix、Yahel Sherman等，其中Infected Mushroom在DJ杂志(DJMAG)的2007年百大DJ评选中获得了第9名，Astrix获得了第18名，Yahel Sherman获得了28名。这段时间中由Astrix发行的Artcore专辑及Infected Mushroom发行的I'm The Supervisor专辑均获得了PsyTrance专辑历史上的最好成绩。Infected Mushroom还被认为是销量最好的以色列音乐家之一。

### 由EDM Psy激活的重新流行（21世纪10年代）
2013年，资深的PsyTrance组合Sesto Sento在成员Itai Spector离开以后重组为了Vini Vici，并发行了多首单曲，包含了歌曲Divine Mode和Trust in a Trance等，至2015年，大部分单曲的销量都成功排名到了电子舞曲流媒体平台Beatport的Top 100销量排名中，同年他们发行了专辑"Future Classics"，获得了Beatport排名的第二，并受到了明星Trance制作人Armin van Buuren的关注，2016年他们发布了曲目Free Tibet的混音版本，并与Armin van Buuren合作了曲目“Great Spirit”。获得了数以千万的观看次数与收听量。并在之后继续与诸多明星制作人合作制作了如"100"(与Timmy Trumpet)、"The House Of House" (与Dimitri Vegas & Like Mike) 以及 Moshi Moshi" (与Steve Aoki)。均获得了此前PsyTrance制作人曲目未获得过的收听量与关注度，被认为是近年PsyTrance制作人的代表人物，获得了2018年DJ杂志(DJMAG)百大DJ评选的34名。
由Vini Vici与诸多明星制作人合作的新式PsyTrance音乐作品，由于明显缩减了PsyTrance标志性的氛围酝酿阶段，音色也与Bigroom House有类同度，被许多制作人与听众称之为EDM Psy，并引领了近年的PsyTrance主流化的趋势，扩大了PsyTrance的听众量，但也被其他流派的PsyTrance听众认为是太过商业化的无聊产物。

## 特点与流派

### 特点
PsyTrance 具有与众不同的特点。PsyTrance是一种富有力量的音乐形式（BPM在135-150之间），而它的节拍速度相对于Trance、Tehcno的其他形式来说，速度较快，时长往往都在6-10分钟。它使用了非常有特色的低音鼓点，鼓点从头到尾贯穿于整首歌。此外，在低音鼓点的基础上，添加了不同风格种类的旋律，比如：Funk、Techno、Dance、Acid House、Eurodance 、Trance，以及一些鼓声和乐器。音色叠层在PsyTrance里发挥着较为明显的作用，新的音乐元素不断被加入到常规的音程中，通常是每四到八个小节。 新的声部会不断的添加，一直到高潮部分，紧接着就会出现音调突变，随后便在不变的低音部分上，附和着新的节奏韵律。

### 流派

#### Full-On
Full-On是一种在以色列盛行的PsyTrance子类型，比传统的PsyTrance更加旋律化，高潮(Peak或Drop)部分相比其他风格更加饱满，Bassline更加清脆。BPM通常在140至148之间。相关的风格还有Twilight和Night Full-On(或Dark Full-On)。区别在与标准Full-On之间的音调更大胆或更低沉，以及是否有令人振奋(Uplifting)的感觉。

#### Darkpsy
Darkpsy是PsyTrance子类型中较为硬核地下的一端，BPM一般为148以上，一般为160左右，部分子类可达180-200BPM。特点是音色运用更加低沉、晦涩且有末世感，通常伴随着一些“凄凉”的采样声和沉重的Basslines。相关的风格还有更加快速、疯狂的Psycore，音色更加具有科技感、故障感、弹跳感的Hitech以及采样偏向森林、自然感的Forest等。使人有对死亡、黑寂、超凡的宗教冥想的体验感和致幻氛围。

#### Suomisoundi
Suomisoundi（英语: Finnish sound）是PsyTrance传入芬兰以后产生的一种新生子类，意为芬兰之声。Suomisoundi不像标准的PsyTrance一样有着类似Prog Trance的标准结构，更加打破结构传统，BPM相对较慢，底鼓也不是那么有力。一般不遵循44拍规则，只遵循音色的Trance和Psychedelic质感。经常包括着用于幽默或者讽刺的英语或芬兰语采样，并会进行声音加工，听起来更加具有迷幻感。很多Suomisoundi制作人会将芬兰的民间旋律以及芬兰的自然采样融入歌曲中。

#### Psybient
Psybient，有时也被称作为PsyChil，两者指代的音乐基本相同。是一种融合了PsyTrance、氛围音乐及驰放音乐的子类型。许多Psybient作品也包含了Glitch、dub及世界音乐的元素。主要是基于氛围及驰放音乐的基调，但音色更加偏向PsyTrance，整体氛围偏向舒缓地致幻。大部分Psybient还是基于电子技术进行制作，少部分会采用原声乐器及合成器进行演奏。较少有歌词，但有时会使用像Alan Watts、Terence McKenna及Robert Anton Wilson等公众演讲家的采样。

#### EDM Psy
EDM Psy是近年来的融合了主流EDM和PsyTrance的一种子类型，目前没有公认的音乐形式定义，仅作为一种乐迷和制作人评价的标签。特点是将PsyTrance的整体结构变得更加简短化，并遵循Bigroom House的原则，时长一般在3-5分钟。有时Lead音色和编排、鼓组等会采用Bigroom House的音色，但其他部分如Bass还会采用PsyTrance的Psy Bass以及前八后十六等节奏。是主流电子音乐制作人试图将Psychedelic Trance变得更加大众化的一种尝试。